# Itziar Atienza
Itziar Atienza Molina (Madrid, 26 de noviembre de 1977) es una actriz española que ha desarrollado gran parte de su carrera artística en ETB. Es conocida por su participación en el programa Vaya semanita de ETB, en el que ha actuado durante ocho temporadas interpretando diversos personajes.

## Biografía

### Primeros años
Nacida en Madrid, es hija de Javier Atienza y María Luisa Molina y se crio en Galdácano (Vizcaya). Se licenció en Derecho en el año 2000 por la Universidad de Deusto y trabajó durante varios años como traductora en Vitoria, donde comenzó a formarse como actriz y dar sus primeros pasos en teatro y televisión.

### Trayectoria profesional
De 2008 a 2016 formó parte del elenco del programa de humor de sketches de ETB Vaya semanita, interpretando varios personajes (la camarera Arantxa, la empleada del hogar Sheilys, una de Los Ángeles de Patxi, La Nere quien era novia del Jonan, Nurius, Ximena, etc).
En octubre de 2011 estrenó junto a Joseba Apaolaza la obra de teatro Contra el Viento del Norte - Ipar Haizearen Kontra, basada en la adaptación de la novela homónima de Daniel Glattauer, dirigida por Fernando Bernués.
Formó parte del equipo del programa vasco Ai ama!, así como de la serie Bi eta Bat, emitida en ETB junto a su excompañero de Vaya semanita Andoni Agirregomezkorta.
En 2014 ETB2 emite Sukaldari, un espacio de cocina presentado por Itziar Atienza cuyo objetivo es buscar al mejor Sukaldari de Euskadi.
En 2018 forma parte del elenco principal de la serie Presunto culpable de Antena 3, interpretando a Ainhoa Aristegui. En 2019 participa en la película El silencio de la ciudad blanca protagonizada por Javier Rey y Belén Rueda. En 2020 protagoniza las series Caronte de Telecinco y Mentiras de Antena 3 y participa en el programa de humor Barre librea de ETB1 presentado por los actores Aitziber Garmendia y Jon Plazaola.
En 2022 comenzó a interpretar a Amanda Martos en la serie de Mediaset Entrevías, en la que tuvo un papel recurrente durante sus tres temporadas. Un año después, se unió a la serie mexicana Montecristo con el personaje principal de Helena Vilaforte. Volvió a España para rodar la serie Las largas sombras, que se estrenó en mayo de 2024 con Atienza como uno de los personajes protagonistas.

## Filmografía

### Cine
| Año  | Título                          | Personaje        | Notas        |
| ---- | ------------------------------- | ---------------- | ------------ |
| 2012 | Bypass                          | Jone             |              |
| 2014 | Ocho apellidos vascos           | Vendedora        |              |
| 2015 | La matanza                      | Clara            |              |
| 2015 | Umezurtzak                      | Alicia           |              |
| 2016 | La punta del iceberg            | Ángela           |              |
| 2016 | El hombre de las mil caras      | Azafata          |              |
| 2016 | Igelak                          | Leire            |              |
| 2016 | Plan de fuga                    | Marta            |              |
| 2016 | Hileta                          | Inge             | Cortometraje |
| 2018 | 70 binladens                    | Mujer empresario |              |
| 2019 | El silencio de la ciudad blanca | Aitana           |              |
| 2020 | Enjambre                        | Maialen          |              |

### Televisión
| Año       | Título                          | Personaje         | Notas                            |
| --------- | ------------------------------- | ----------------- | -------------------------------- |
| 2008–2016 | Vaya semanita                   | Varios personajes | Elenco recurrente; 280 episodios |
| 2009      | Mi querido Klikowsky            | Extra             | 1 episodio                       |
| 2012      | Bi eta Bat                      | Izaskun           | 1 episodio                       |
| 2016      | Eskamak kentzen                 | Elena Elezgarai   | Elenco principal; 12 episodios   |
| 2017      | La que se avecina               | Ainhoa            | 1 episodio                       |
| 2018      | Presunto culpable               | Ainhoa Aristegui  | Elenco principal; 13 episodios   |
| 2020      | Caronte                         | Paula Caronte     | Elenco recurrente; 8 episodios   |
| 2020      | Mentiras                        | Daniela Bauzá     | Elenco principal; 6 episodios    |
| 2020      | Barre librea                    | Ella misma        | 5 episodios                      |
| 2020      | Altsasu                         | Leire Oskia       | 4 episodios                      |
| 2022–2024 | Entrevías                       | Amanda Martos     | Elenco recurrente; 32 episodios  |
| 2023      | Montecristo                     | Helena Vilaforte  | Elenco principal; 6 episodios    |
| 2023      | Los pacientes del doctor García | Geni León         | Elenco recurrente; 3 episodios   |
| 2023      | Itxaso                          | Elene             | Elenco principal; 8 episodios    |
| 2024      | Las largas sombras              | Candela Nebot     | Elenco principal; 6 episodios    |
| 2025      | Desaparecido                    | Maite Zabala      | Elenco principal; 8 episodios    |

### Teatro
- Las bodas de Fígaro (2008)
- Cenicienta (2007)
- Vaya Semanita Teatro (2010-2011). Glu Glu producciones. Dir.: Idoia Uranga
- Contra el Viento del Norte (2011-2012).[12] Compañía Tanttaka. Dirección: Fernando Bernués
- El Test (2016) de Jordi Vallejo.
- Enjambre (2018) Dirección: Mireia Gabilondo

### Otros
- Crisis ¿Qué crisis? Canal Extremadura (2009). Locutora.